# Karamandere
Karamandere là một khu vực lân cận phía tây bắc ở Çatalca của Istanbul, được thành lập vào năm 1879 bởi các cộng đồng nhập cư từ bán đảo Balkan.
Có Biển Đen ở phía đông bắc, Công viên Tự nhiên Çilingoz ở phía tây bắc, D 020 ở phía nam, rừng tiểu bang ở phía đông nam, Công viên Tự nhiên Danamandıra ở phía tây nam và Durugöl ở phía đông. Về địa lý có ruộng bậc thang, sỏi, phù sa, vụn đá, đá cẩm thạch và gneiss, nông nghiệp làm vườn được thực hiện. Đồi Ferah, Đồi Harman và Đồi Bostantarla là những đỉnh núi quan trọng. Cầu Karamandere-Quảng trường Karamandere và đường cao tốc 34-82 là những con đường quan trọng. Karamandere Creek, Binkılıç Creek, Mandıra Creek, Yaylacık Creek là những con suối quan trọng và những con suối này đổ vào Durugöl. Các cầu dẫn nước La Mã và Bức tường Anastasian là những công trình kiến trúc lịch sử xung quanh. Trên các tuyến đường thủy quan trọng và có nhiều nguồn nước. Các dự án liên quan đến tài nguyên nước hiện có và tài nguyên năng lượng tự nhiên được quy hoạch. Có các tổ chức phân phối nước, tổ chức du lịch và các công trình du lịch. Được sử dụng cho các môn thể thao ngoài trời và ngành công nghiệp điện ảnh.
Các cuộc thảo luận đã được tổ chức về vấn đề các khu định cư làng cũ thuộc Kho bạc 140 năm tuổi và vấn đề này đã được trình bày trước Nghị viện. Với luật được Nghị viện thông qua vào năm 2012, pháp nhân làng bị bãi bỏ vào năm 2014 và trở thành khu vực lân cận.